# La Piedra, Veracruz
La Piedra är en ort i Mexiko.   Den ligger i kommunen Alvarado och delstaten Veracruz, i den sydöstra delen av landet, 300 km öster om huvudstaden Mexico City. La Piedra ligger 13 meter över havet och antalet invånare är 503.
Terrängen runt La Piedra är platt. Runt La Piedra är det ganska tätbefolkat, med 93 invånare per kvadratkilometer. Närmaste större samhälle är Tlalixcoyan, 15,6 km söder om La Piedra. Omgivningarna runt La Piedra är en mosaik av jordbruksmark och naturlig växtlighet.